# Réserve forestière de Collines de Kangari
La réserve forestière de Collines de Kangari est une réserve forestière sans chasse au centre de la Sierra Leone. La région est devenue une réserve forestière en 1924. Située entre 200 et 500 mètres d'altitude, la réserve a une superficie de 8 573 hectares (85,73 km 2 ), bien que certaines parties de sa superficie aient été envahies par l'agriculture et l'exploitation minière. La réserve est l'un des rares endroits en Sierra Leone où l'éléphant de forêt en voie de disparition survit.

## Faune et végétation
La zone protégée est composée d'environ 65 % de forêt tropicale humide à feuilles persistantes et de 20 % de savane. La réserve forestière abrite de nombreuses espèces rares d'oiseaux et de mammifères, dont des léopards et des éléphants. Des chimpanzés ont été recensés en petit nombre (en 2010).